# Wilder Vásquez
Wilder Anderson Vásquez Velásquez (c. 1994) es un estudiante venezolano. En 2018 fue detenido y recluido en El Helicoide. Fue sentenciado a cinco años de cárcel, condena que cumplió en 2023. Sin embargo, para 2025 ha continuado encarcelado.

## Detención
Wilder fue detenido el 11 de octubre de 2018 por funcionarios de seguridad, acusado de encubrir a uno de los participantes del atentado de Caracas de 2018 y siendo recluido en El Helicoide. Al momento de su detención, cursaba el quinto semestre de la carrera comercio internacional. Vásquez ha sido torturado durante su detención. La jueza Hennit Carolina López lo sentenció a 5 años de cárcel en la madrugada del 4 de agosto de 2022, cuatro años estando detenido. El 13 de octubre de 2023 cumplió la sentencia que se le había impuesto, pero no fue excarcelado. Para mayo de 2024, Wilder continuaba preso y tenía más de siete meses encarcelado después de haber cumplido su condena.